# 謝里登特設鎮區 (密歇根州)
謝里登特設鎮區（英語：Sheridan Charter Township）是位於美國密歇根州紐威哥縣的一個特設鎮區。

## 地方資料
謝里登特設鎮區的面積為85.70平方千米，當中陸地面積為85.60平方千米，而水域面積為0.10平方千米。根據2020年美國人口普查的數據，當地共有人口2518人，而人口密度為每平方千米29.38人。